# Kassidy
Kassidy ist eine britische Alternative-Folk-Rock-Band. Die Band besteht aus Barrie-James O’Neill (Gesang, Gitarre), Hamish Fingland (Gesang, Gitarre), Lewis Andrew (Gesang, Gitarre, Akkordeon, Keyboard) und Chris Potter (Gesang, Gitarre).

## Geschichte
Die Band wurde Ende 2009 in Glasgow gegründet. Das Quartett kam durch befreundete Bands und Glück zu öffentlichen Auftritten. Kassidy begannen mit dem Schreiben und Aufnehmen ihrer Musik in einer Wohngemeinschaft, die sie später zu ihrem persönlichen Studio umwandelten. Sie veröffentlichten eine Serie von drei EPs mit dem Titel The Rubbergum EP (Volume 1 bis 3).
Den EPs folgte ihr Debütalbum Hope St. am 23. Mai 2011. Bereits ein Jahr später, am 30. April 2012, kam das zweite Album One Man Army heraus. Beide kamen in die Top 75 der britischen Charts.
Beim Open-Air-Festival T in the Park 2011 im schottischen Kinross hatte Kassidy einen ersten großen Auftritt. Kurze Teile davon sind im Film Rock in the Park des Regisseurs David Mackenzie zu sehen.
Am 8. April 2013 veröffentlichte die Band ihre EP People Like Me auf iTunes.
Die Band tourte zusammen mit Lana Del Rey vom 3. April 2013 bis 31. Mai 2013 auf ihrer Paradise Tour durch Europa.

## Diskografie
EPs
- 2010: The Rubbergum EP
- 2010: The Rubbergum EP Volume 2
- 2010: The Rubbergum EP Volume 3
- 2013: People Like Me

Alben
- 2011: Hope St.
- 2012: One Man Army